# Архиепархия Консепсьона

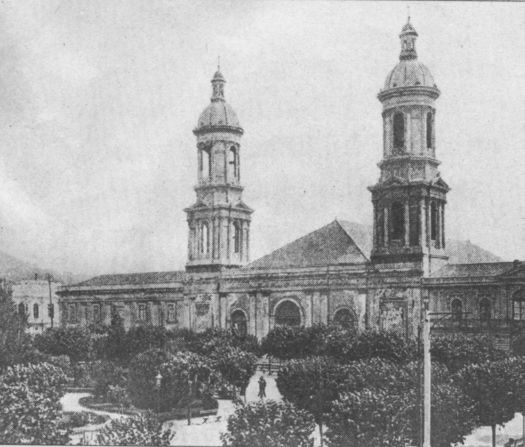
Старый собор, разрушенный землетрясением в 1939 году

Архиепархия Консепсьона (лат. Archidiœcesis Sanctissimae Conceptionis) — архиепархия Римско-Католической церкви с центром в городе Консепсьон, Чили. Архиепархия Консепсьона распространяет свою юрисдикцию на область Био-Био (провинции Консепсьон и Арауко). В митрополию Консепсьона входят епархии Чильяна, Санта-Мария-де-Лос-Анхелеса, Темуко, Вильяррики и Вальдивии. Кафедральным собором архиепархии Консепсьона является церковь Непорочного Зачатия Пресвятой Девы Марии.

## История
22 марта 1563 года Святой Престол учредил епархию Ла-Империала, выделив её из епархии Сантьяго-де-Чили (сегодня — Архиепархия Сантьяго-де-Чили). В этот же день епархия Ла-Империала вошла в митрополию Лимы. В 1603 году кафедра епархии была переведена в город Консепсьон, и епархия стала носить название этого города.
21 мая 1840 года епархия Консепсьон вошла в митрополию Сантьяго-де-Чили. 1 июля 1840 года епархия Консепсьона передала часть своей территории для возведения новой епархии Сан-Карлос-де-Анкуда.
16 июля 1901 года, в 1906 году и 18 октября 1925 года епархия Консепсьона передала часть своей территории для возведения новой апостольской префектуры Араукании (сегодня — Епархия Вильяррики), миссии Sui iuris Чильяна (сегодня — Епархия Чильяна) и епархии Линареса.
20 мая 1939 года Римский папа Пий XII издал буллу Quo provinciarum, которой возвёл епархию Консепсьона в ранг архиепархии. В этом же году землетрясение сильно разрушило кафедральный собор Непорочного Зачатия Пресвятой Девы Марии. Новый собор был построен за один год и освящён 3 ноября 1940 года.
20 июня 1959 года архиепархия Консепсьона передала часть своей территории для возведения новой епархии Санта-Мария-де-Лос-Анхелеса.

## Ординарии архиепархии
- епископ Antonio de San Miguel Avendaño y Paz (22.03.1563 — 9.03.1588), назначен епископом Кито;
- епископ Agustín de Cisneros Montesa (9.03.1589 — 1596);
- епископ Reginaldo de Lizárraga (31.08.1598 — 20.07.1609), назначен епископом Парагвая (сегодня — Архиепархия Асунсьона);
- епископ Luis Jerónimo Oré (17.08.1620 — 30.01.1630);
- епископ Diego de Zambrana de Villalobos (14.03.1633 — 17.03.1653), назначен епископом Сантьяго-де-Чили;
- епископ Dionisio de Cimbrón (24.06.1653 — 19.01.1661);
- епископ Francisco de Loyola y Vergara (15.07.1669 — ноябрь 1677);
- епископ Antonio de Morales (25.05.1682 — 1684);
- епископ Luis de Lemos y Usategui (16.09.1686 — 28.11.1690);
- епископ Martín de Híjar y Mendoza (13.04.1693 — 15.05.1704);
- епископ Diego Montero del Aguila (3.10.1708 — 21.01.1715), назначен епископом Трухильо;
- епископ Juan de Necolalde (1715 — 12.05.1723), назначен архиепископом Ла-Плата-о-Чаркаса (сегодня — Архиепархия Сукре);
- епископ Juan Francisco Antonio de Escandón (25.07.1723 — 18.06.1731), назначен архиепископом Кито;
- епископ Salvador Bermúdez y Becerra (18.06.1731 — 28.02.1742), назначен епископом Ла-Паса;
- епископ Pedro Felipe de Azúa e Iturgoyen (22.02.1742 — 18.12.1744), назначен архиепископом Санта-Фе в Новой Гранаде (сегодня — Архиепархия Боготы);
- епископ José de Toro y Zambrano (1.03.1746 — 1.05.1760);
- епископ Pedro Ángel de Espiñeira (23.11.1761 — 8.02.1778);
- епископ Francisco José Marán (1779 — 12.09.1794), назначен епископом Сантьяго-де-Чили;
- епископ Tomás de Roa y Alarcón (12.09.1794 — сентябрь 1805);
- епископ Diego Antonio Navarro Martín de Villodras (26.08.1806 — 16.03.1818), назначен архиепископом Ла-Плата-о-Чаркаса;
- епископ José Ignacio Cienfuegos Arteaga (17.12.1832 — 11.04.1840);
- епископ Diego Antonio Elizondo y Prado (27.04.1840 — 5.10.1852);
- епископ José Hipólito Salas y Toro (23.06.1854 — 20.07.1883);
- епископ Fernando Blaitt Mariño (11.12.1886 — 15.07.1887);
- епископ Plácido Labarca Olivares (26.06.1890 — 9.10.1905);
- епископ Luis Enrique Izquierdo Vargas (26.01.1906 — 7.08.1917);
- епископ Gilberto Fuenzalida Guzmán (20.02.1918 — 24.03.1938);
- архиепископ Alfredo Silva Santiago (4.02.1939 — 27.04.1963);
- архиепископ Manuel Sánchez Beguiristáin (30.05.1963 — 3.05.1983);
- архиепископ José Manuel Santos Ascarza (3.05.1983 — 29.07.1988);
- архиепископ Antonio Moreno Casamitjana (14.10.1989 — 27.12.2006);
- архиепископ Рикардо Эссати Андрельо (27.12.2006 — 15.12.2010), назначен архиепископом Сантьяго-де-Чили;
- архиепископ Фернандо Наталио Чомали Гариб (20.04.2011 — 25.10.2023);
- архиепископ Sergio Hernán Pérez de Arce Arriagada, SS.CC. (с 16 мая 2024 — по настоящее время).

## Источник
- Annuario Pontificio, Libreria Editrice Vaticana, Città del Vaticano, 2003, ISBN 88-209-7422-3
- Булла Quo provinciarum Архивная копия от 27 марта 2010 на Wayback Machine, AAS 31 (1939), стр. 338  (лат.)